# Plaine d'Allemagne du Nord

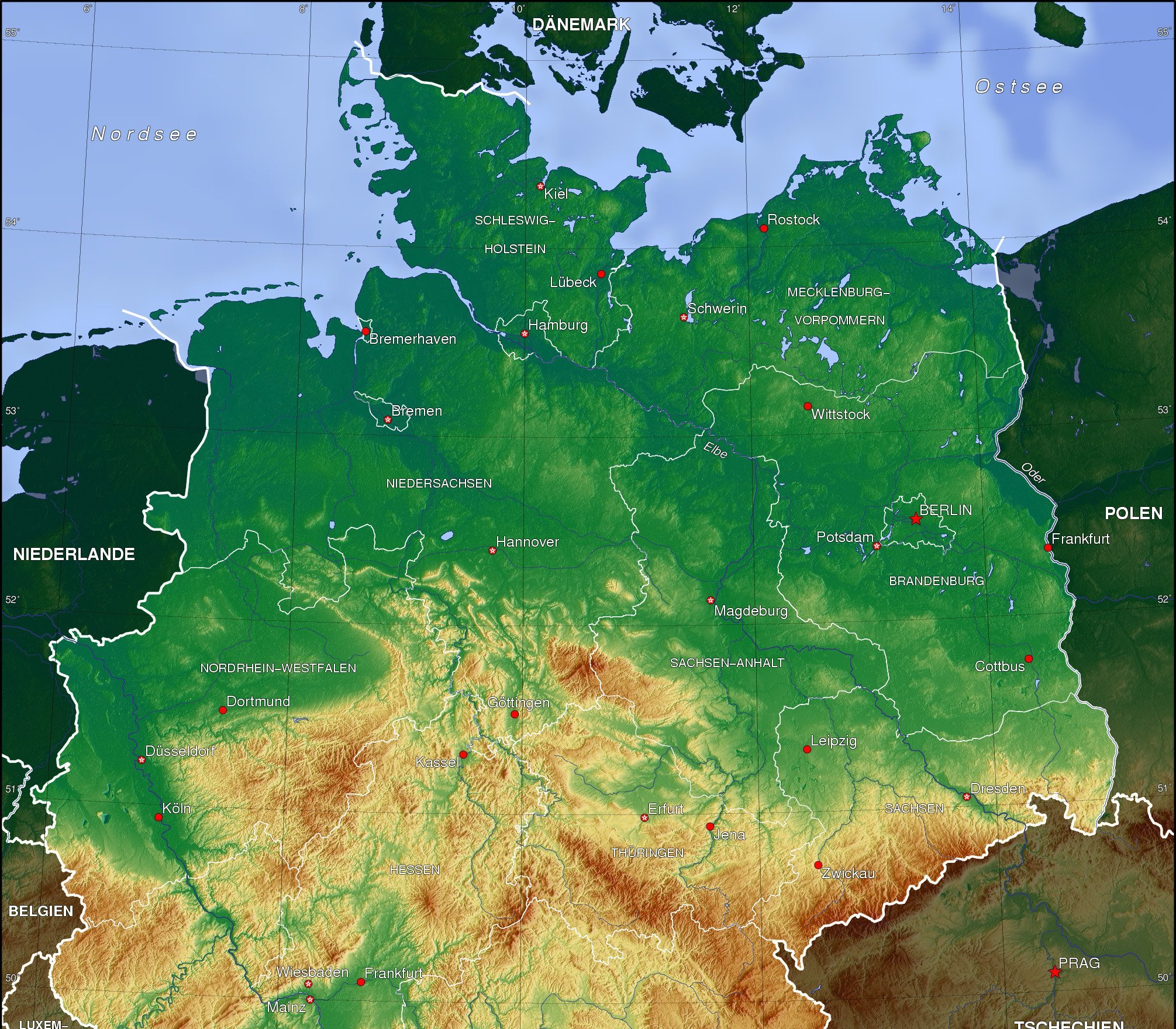
Carte topographique de l’Allemagne du Nord.

La plaine d'Allemagne du Nord (Norddeutsches Tiefland) est l'une des grandes régions d’Allemagne. Elle se situe entre les côtes de la mer du Nord et de la Baltique au nord, et les hautes terres centrales d’Allemagne au sud.
La plaine d’Allemagne du Nord représente, avec la moyenne montagne, les Préalpes et les Alpes, l’une des quatre grandes unités géographiques de l’Allemagne.
À l'ouest, les monts de Basse-Saxe, avec la forêt de Teutobourg, les monts des Wiehen et de la Weser empiètent profondément sur cette grande plaine et marquent une séparation avec la dépression de Westphalie, elle-même en partie située dans la plaine. Elle est bornée au sud par les confins nord du  Sauerland, lesquels se prolongent dans les provinces rhénanes historiques telles que le Pays de Berg plus au sud. Ces confins démarquent aussi, avec le massif de l’Eifel à l'ouest, les contours de la vallée du Rhin maritime (entre Bonn et la mer du Nord). Ces derniers pays se rattachent au massif schisteux rhénan.
La plaine possède aussi des prolongements en direction du sud, à l’est du Hartz et des collines riches en lœss de Saxe jusqu'aux contreforts des monts Métallifères.
La plaine d’Allemagne du Nord se prolonge sans interruption vers l’ouest (Pays-Bas, une partie de la Belgique), le nord (Danemark) et l’est (Pologne), et ce terme géographique est parfois employé pour désigner la grande plaine nord-européenne elle-même.

## Subdivision en espaces naturels

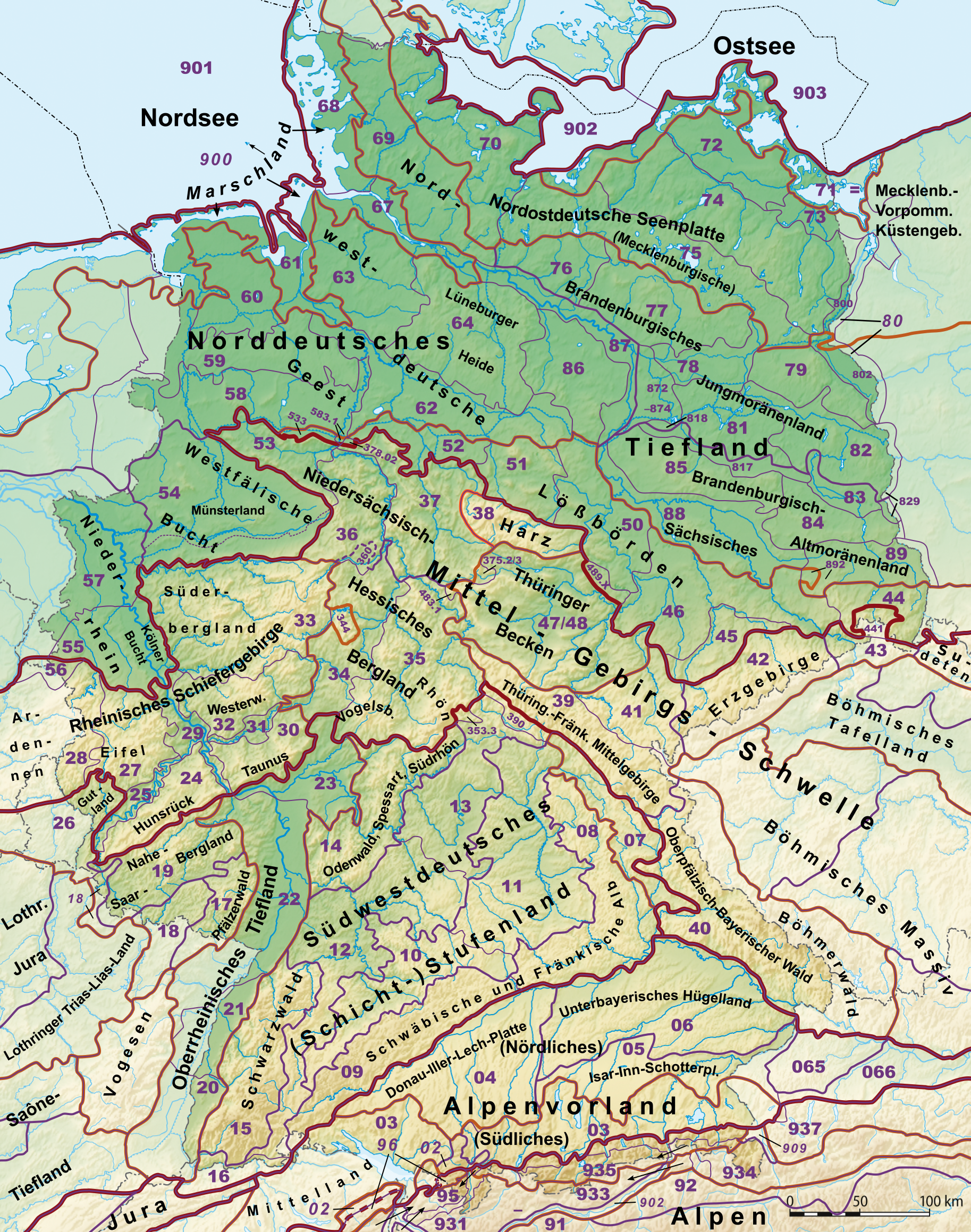
Délimitation des « grandes régions » (rouge foncé), des régions (orange) et des pays d'Allemagne (violet) par unités géographiques (violet, plus sombre) d'après la Bundesanstalt für Landeskunde.

La plus grande partie de cette plaine étant située sur le territoire de la République Fédérale d’Allemagne, c’est grâce au travail d’un institut public allemand, l’Office Fédéral des Régions (Bundesanstalt für Landeskunde) que ses grandes entités géographiques ont été identifiées : le résultat de ces travaux a été consigné dans le Handbuch der naturräumlichen Gliederung Deutschlands, qui distingue dans les grandes régions (Großregion 1. Ordnung) cinq régions (Großregionen 2. Ordnung), chacune étant subdivisée en cinq pays (Großregionen 3. Ordnung). Ces pays sont eux-mêmes constitués d’une ou plusieurs entités géomorphologiques (Haupteinheitengruppen) identifiées par un numéro à deux chiffres. En Saxe, cette classification géomorphologique coïncide avec le nouveau découpage des espaces naturels de cette région.
Comme la délimitation des « régions » n’a pu être prononcée qu’avec la parution de la grande carte au 1:200 000e du Handbuch, il arrive par endroits que (par exemple la région des plaines à lœss) les frontières coupent celles des « grandes régions » ; cela n’affecte toutefois pas la précision de la codification officielle.
L’Office Fédéral Allemand pour la Protection de la Nature (Bundesamt für Naturschutz, en abrégé BfN) a, pour son propre usage, regroupé certaines de ces entités géographiques et les a renumérotées en faisant précéder les numéros de la lettre D. L’incompatibilité des deux classifications, lorsque l’on entre dans les détails, fait qu’elle n'a pu s’imposer à l’intérieur même de cette institution.

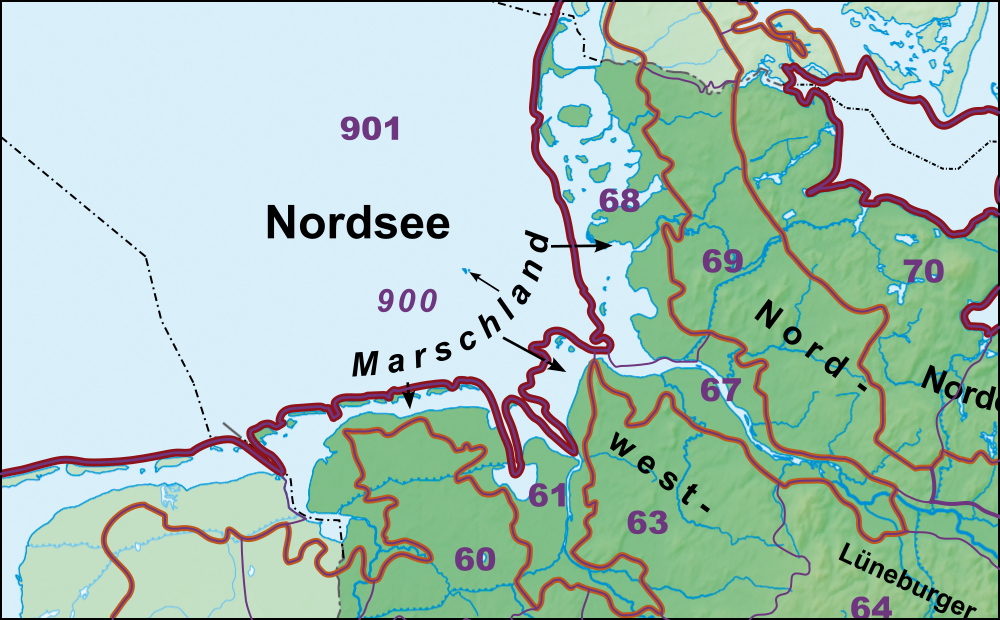
Zoom sur la région marécageuse de la mer du Nord.

## Géologie, paysage, sols et orogenèse

La plaine d'Allemagne du Nord forme une partie de la Grande plaine européenne (ombrée en vert), qui s'étend de la Belgique à la Pologne.

D’un point de vue géologique, la plaine d'Allemagne du Nord forme une composante du bassin d'Allemagne du Nord. Le lœss des couches superficielles est né du mélange, lors des glaciations du Quaternaire, des sédiments non consolidés, érodés, transportés et altérés par les alternances de cycles de froid et de chaleur, avec les différents dépôts du périglaciaire scandinave. Les bancs rocheux des étages inférieurs présentent par endroits un intérêt économique, dans la mesure où ils contiennent des gisements de sel gemme, de gaz naturel et de schiste bitumineux.
Au cours de la dernière glaciation, appelée en Allemagne « glaciation vistulienne », la plaine d'Allemagne du Nord a subi un modelage contrasté de son relief, donnant selon le cas : soit des mamelons caractéristiques des moraines postglaciaires lorsque la glace a continué de recouvrir le sol ; soit une plaine typique de processus périglaciaires (moraine interglaciaire). Les points les plus bas du relief sont les grandes dépressions marécageuses et le Marschland bordant le Geest à l'ouest du Schleswig-Holstein (marécages de Wilster, à -3,50 m sous le niveau de la mer) et la dépression de Freepsum au nord-ouest de la Basse-Saxe (2,30 m sous le niveau de la mer). Les points culminants sont les moraines, apparues soit à la fin de la glaciation saalienne comme à Fläming (alt. 200 m) et dans la lande de Lunebourg (alt. 169 m), soit à la fin de la glaciation vistulienne comme les monts de l'Helptn (alt. 179 m) ou le Bungsberg (alt. 168 m). Pendant les millénaires qui suivirent l'ère glaciaire, l'ouest et le nord de la Basse-Saxe étaient couverts de mares ombrotrophes lors des périodes chaudes marquées par des précipitations abondantes (cf. palynozone atlantique).
Les régions côtières sont tantôt des marécages, tantôt des estrans de l’Holocène, parfois des lagunes bordées de moraines inter- ou post-glaciaires du Pléistocène à différents stades d'évolution. Là où le retrait des glaciers s'est accompagné de la formation de sables par altération, est apparu un paysage de dunes, consolidées par la suite par la végétation. L’action anthropique, qui a donné par la suite naissance à des prairies ouvertes comme la lande de Lunebourg, a aussi provoqué par les défrichements et la fertilisation un appauvrissement à grande échelle (podzolisation) des sols et une renaissance du relief de dunes. Les terres les plus fertiles sont les prairies humides (alluvions du lit majeur des rivières) et les dépressions riches en dépôts de lœss, appelées localement « Börde » (les Börde de Magdebourg et de Hildesheim, avec leur terre à lœss et leur près de 90 types de sol, sont devenus des termes géographiques). On trouve les sols les plus pauvres dans les tourbières et les mares ombrotrophes : ainsi le Teufelsmoor, où l'on trouve moins de 10 types de sol. Les plaines à lœss sont qualifiées en Allemagne d’Altsiedelland, car elles furent les premières régions du pays colonisées par l’homme au Néolithique (Culture rubanée).
La région nord-est de la grande plaine, au relief de moraine postglaciaire, est ponctuée d'une multitude de lacs (entre autres le plateau des lacs mecklembourgeois avec la Müritz), vestiges de la dernière glaciation. Le retrait des glaciers a donné naissance à ce relief il y a 13 000 à 16 000 ans. Le relief superficiel du Geest du nord-ouest (Basse-Saxe et région ouest du Schleswig-Holstein), où les glaciers se sont maintenus pendant au moins 130 000 ans a été au contraire fortement érodé et nivelé (moraine interglaciaire).
Les grands fleuves qui drainent la région : le Rhin, l’Ems, la Weser, l’Elbe et la Havel, se jettent dans la mer du Nord. Ils ont creusé de grandes vallées où prospère une riche ripisylve et de belles forêts comme le Spreewald. Seule une petite partie de la plaine nord-allemande, les bassins hydrographiques de l’Oder et de la Neisse, est drainée vers la mer Baltique.

## Climat et végétation

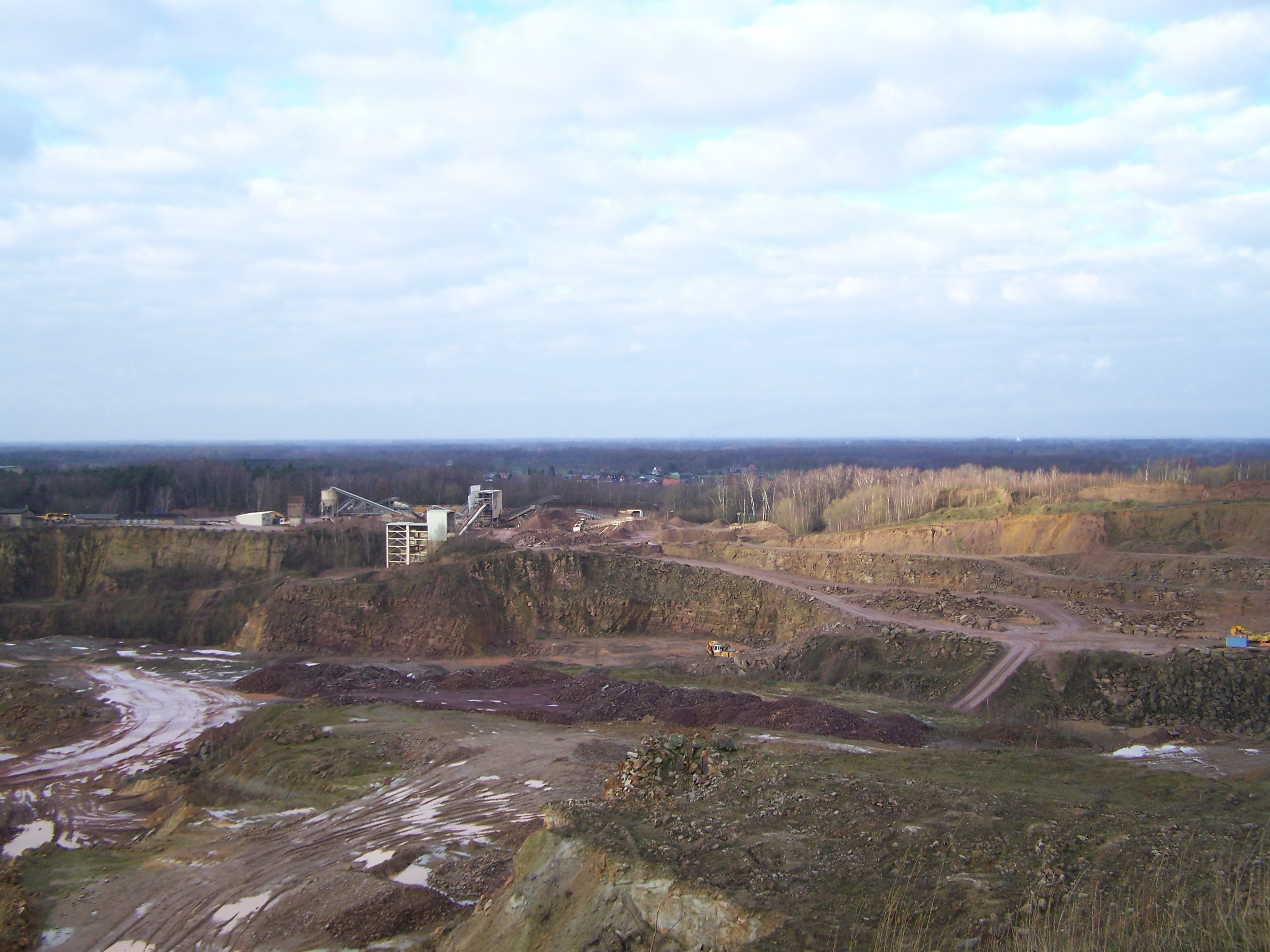
Panorama depuis le Kälberberg à Obersteinbeck : ce horst du carbonifère affleure au milieu de la plaine d’Allemagne du Nord.

Les franges côtières de la mer du Nord et les îles de la Frise-Orientale et septentrionale qui les prolongent sont au plan climatique sous influence eu-océanique. Plus au sud, une large bande de territoires, allant de la côte est du Schleswig-Holstein au versant ouest des monts de Thuringe, est sous influence océanique (et en l'occurrence, atlantique) ou subocéanique. En allant vers l'est et le sud-est, le climat devient peu à peu continental : en particulier les différences de température été-hiver s'accroissent sensiblement. L’effet d’écran du Hartz et d’autres massifs plus modestes comme les plateaux de Drawehn et de Fläming, donne naissance à un micro-climat continental. Ces effets se font surtout sentir sur les marécages et les prairies (avec des conséquences plutôt défavorables à l’agriculture) comme dans l’Altes Land aux environs de Hambourg, où les températures relativement clémentes dues à l'influence maritime de la mer du Nord et de l'estuaire de la basse-Elbe ont fait de l'endroit un verger traditionnel.
Les complexes de végétation azonale comme les marécages, les ripisylves et les lacs s'étendaient à l'origine jusqu'aux vallées de l’Ems, de la Weser, de l’Elbe, de la Havel et de la Spree. D'immenses prés salés, la mer des Wadden et les roselières estuariennes se sont longtemps maintenues le long du rivage plat de la mer du Nord, dans la frange régulièrement affectée par les marées. La végétation zonale de la plaine d'Allemagne du Nord est, de l'avis des spécialistes, largement dominée par les hêtraies.